# チェッレ・ディ・マクラ
チェッレ・ディ・マクラ（伊: Celle di Macra）は、イタリア共和国ピエモンテ州クーネオ県にある、人口約100人の基礎自治体（コムーネ）。

## 地理

### 位置・広がり

#### 隣接コムーネ
隣接するコムーネは以下の通り。
- カステルマーニョ
- マクラ
- マルモラ
- サン・ダミアーノ・マクラ

## 行政

### 分離集落
チェッレ・ディ・マクラには、以下の分離集落（フラツィオーネ）がある。
- Albornetto, Ansoleglio, Bassura, Castellaro, Chiesa(sede comunale), Chiotto, Combe, Grangia, Matalia, Paschero, Rio, Ruà, Sagna, Serre, Soglio Soprano, Soglio Sottano, Ugo Soprano, Ugo Sottano